# Le Samyn 2015
La 46e édition du Samyn a eu lieu le 4 mars 2015. La course fait partie du calendrier UCI Europe Tour 2015 en catégorie 1.1. C'est également la première épreuve de la Lotto Wallonia Cup 2015.
L'épreuve a été remportée lors d'un sprint en petite comité par le Belge Kris Boeckmans (Lotto-Soudal) devant son compatriote Gianni Meersman (Etixx-Quick Step) et le Français Christophe Laporte (Cofidis).

### Parcours

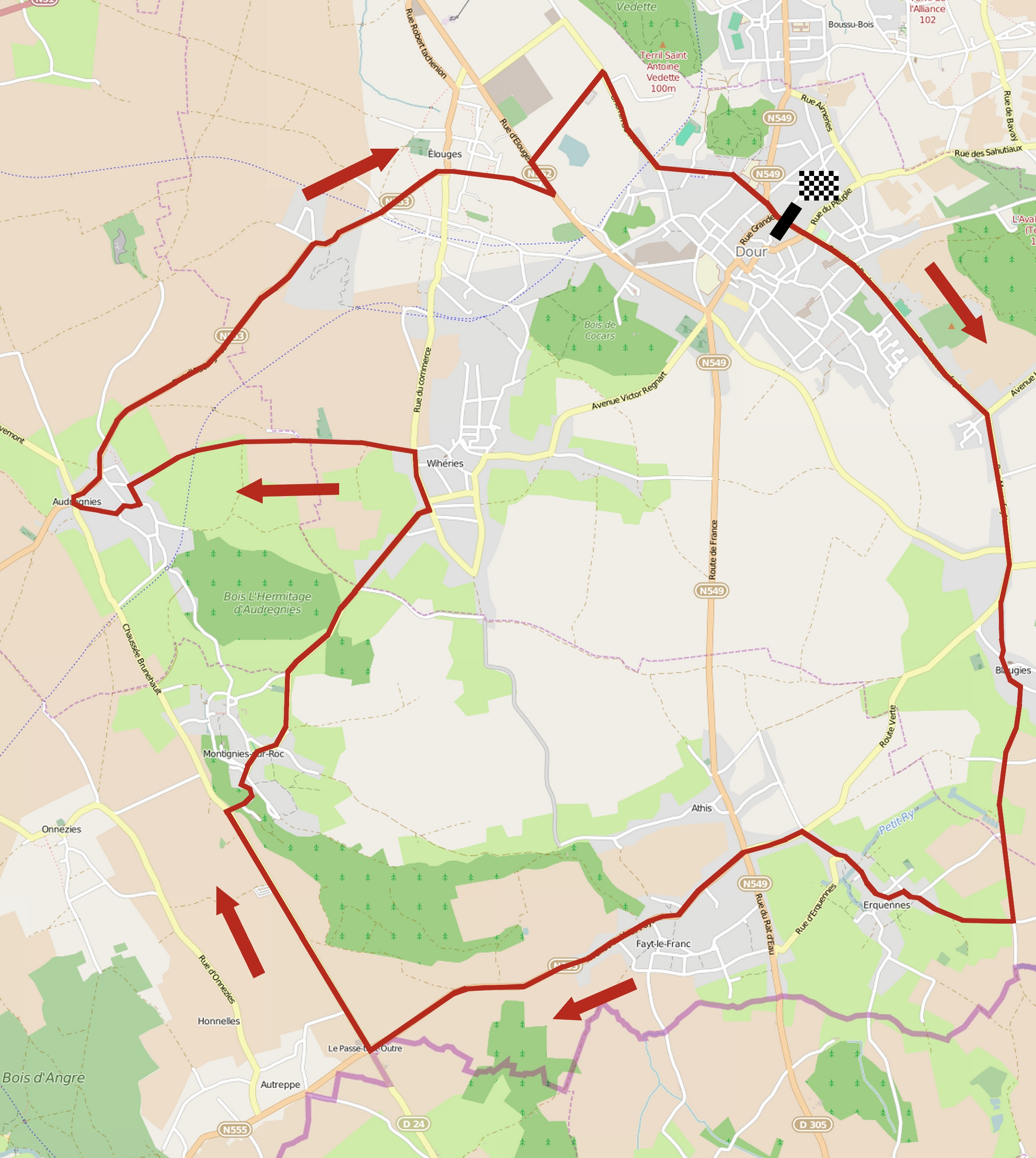
Le circuit local.

## Présentation

### Équipes
Classé en catégorie 1.1 de l'UCI Europe Tour, le Samyn est par conséquent ouvert aux WorldTeams dans la limite de 50 % des équipes participantes, aux équipes continentales professionnelles, aux équipes continentales et aux équipes nationales.
Vingt-six équipes participent à ce Samyn - sept WorldTeams, douze équipes continentales professionnelles et sept équipes continentales :
| UCI WorldTeams      | UCI WorldTeams | UCI WorldTeams |
| Nom de l'équipe     | Pays           | Code           |
| ------------------- | -------------- | -------------- |
| AG2R La Mondiale    | France         | ALM            |
| Etixx-Quick Step    | Belgique       | EQS            |
| FDJ                 | France         | FDJ            |
| IAM                 | Suisse         | IAM            |
| Katusha             | Russie         | KAT            |
| Lotto-Soudal        | Belgique       | LTS            |
| Trek Factory Racing | États-Unis     | TFR            |

| Équipes continentales professionnelles | Équipes continentales professionnelles | Équipes continentales professionnelles |
| Nom de l'équipe                        | Pays                                   | Code                                   |
| -------------------------------------- | -------------------------------------- | -------------------------------------- |
| Bora-Argon 18                          | Allemagne                              | BOA                                    |
| Bretagne-Séché Environnement           | France                                 | BSE                                    |
| Caja Rural-Seguros RGA                 | Espagne                                | CJR                                    |
| CCC Sprandi Polkowice                  | Pologne                                | CCC                                    |
| Cofidis                                | France                                 | COF                                    |
| Europcar                               | France                                 | EUC                                    |
| MTN-Qhubeka                            | Afrique du Sud                         | MTN                                    |
| Nippo-Vini Fantini                     | Italie                                 | NIP                                    |
| Roompot                                | Pays-Bas                               | ROO                                    |
| Topsport Vlaanderen-Baloise            | Belgique                               | TSV                                    |
| UnitedHealthcare                       | États-Unis                             | UHC                                    |
| Wanty-Groupe Gobert                    | Belgique                               | WGG                                    |

| Équipes continentales         | Équipes continentales | Équipes continentales |
| Nom de l'équipe               | Pays                  | Code                  |
| ----------------------------- | --------------------- | --------------------- |
| Colba-Superano Ham            | Belgique              | CSH                   |
| Color Code-Aquality Protect   | Belgique              | CCB                   |
| Roubaix Lille Métropole       | France                | RLM                   |
| Vastgoedservice-Golden Palace | Belgique              | VGS                   |
| Veranclassic-Ekoï             | Belgique              | VER                   |
| Verandas Willems              | Belgique              | WIL                   |
| Wallonie-Bruxelles            | Belgique              | WBC                   |

### Règlement de la course

#### Primes
Les vingt prix sont attribués suivant le barème de l'UCI,. Le total général des prix distribués est de 14 477 €.
| Position | 1er     | 2e      | 3e      | 4e    | 5e    | 6e    | 7e    | 8e    | 9e    | 10e à 20e |
| Prix     | 5 785 € | 2 895 € | 1 445 € | 715 € | 580 € | 433 € | 433 € | 287 € | 287 € | 147 €     |

## Classements

### Classement final
| Classement final | Classement final    | Classement final | Classement final            | Classement final  |
|                  | Coureur             | Pays             | Équipe                      | Temps             |
| ---------------- | ------------------- | ---------------- | --------------------------- | ----------------- |
| 1er              | Kris Boeckmans      | Belgique         | Lotto-Soudal                | en 4 h 47 min 1 s |
| 2e               | Gianni Meersman     | Belgique         | Etixx-Quick Step            | + 0 s             |
| 3e               | Christophe Laporte  | France           | Cofidis                     | + 0 s             |
| 4e               | Tiesj Benoot        | Belgique         | Lotto-Soudal                | + 3 s             |
| 5e               | Yves Lampaert       | Belgique         | Etixx-Quick Step            | + 13 s            |
| 6e               | Steve Chainel       | France           | Cofidis                     | + 13 s            |
| 7e               | Stijn Vandenbergh   | Belgique         | Etixx-Quick Step            | + 13 s            |
| 8e               | Tanner Putt         | États-Unis       | UnitedHealthcare            | + 13 s            |
| 9e               | Baptiste Planckaert | Belgique         | Roubaix Lille Métropole     | + 13 s            |

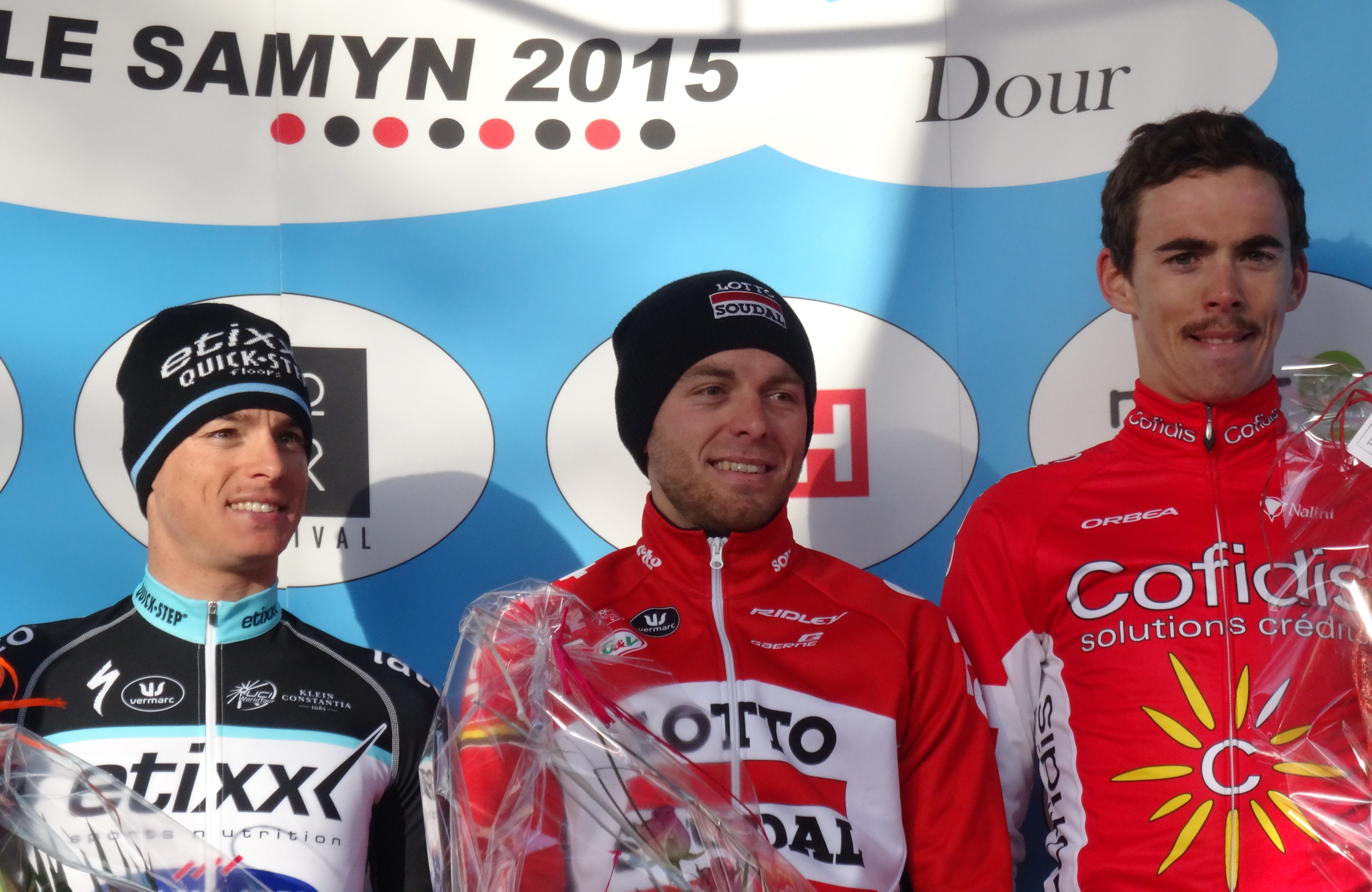
Gianni Meersman (2e), Kris Boeckmans (1er) et Christophe Laporte (3e).

| 10e              | Oliver Naesen       | Belgique         | Topsport Vlaanderen-Baloise | + 13 s            |
| modifier         |                     |                  |                             |                   |

### UCI Europe Tour
Ce Samyn attribue des points pour l'UCI Europe Tour 2015, par équipes seulement aux coureurs des équipes continentales professionnelles et continentales, individuellement à tous les coureurs sauf ceux faisant partie d'une équipe ayant un label WorldTeam.
| Position,          | 1er | 2e | 3e | 4e | 5e | 6e | 7e | 8e | 9e | 10e | 11e | 12e |
| Classement général | 80  | 56 | 32 | 24 | 20 | 16 | 12 | 8  | 7  | 6   | 5   | 3   |

## Liste des participants
- Liste de départ complète

| Légende | Légende                                                                    | Légende | Légende                                                    |
| ------- | -------------------------------------------------------------------------- | ------- | ---------------------------------------------------------- |
| Num     | Dossard de départ porté par le coureur sur ce Samyn                        | Pos     | Position à l'arrivée de la course                          |
|         | Indique un maillot de champion national ou mondial, suivi de sa spécialité | NP      | Indique un coureur qui n'a pas pris le départ de la course |
| AB      | Indique un coureur qui n'a pas terminé la course                           | HD      | Indique un coureur qui a terminé la course hors des délais |

| Roubaix Lille Métropole RLM            | Roubaix Lille Métropole RLM | Roubaix Lille Métropole RLM |
| -------------------------------------- | --------------------------- | --------------------------- |
| Num                                    | Coureur                     | Pos                         |
| 1                                      | Maxime Vantomme (BEL)       | 12e                         |
| 2                                      | Rudy Barbier (FRA)          | AB                          |
| 3                                      | Dieter Bouvry (BEL)         | AB                          |
| 4                                      | Thomas Damuseau (FRA)       | AB                          |
| 5                                      | Timothy Dupont (BEL)        | 28e                         |
| 6                                      | Rudy Kowalski (FRA)         | AB                          |
| 7                                      | Jérémy Leveau (FRA)         | AB                          |
| 8                                      | Baptiste Planckaert (BEL)   | 9e                          |
| Directeur sportif : Frédéric Delcambre |                             |                             |

| AG2R La Mondiale ALM                 | AG2R La Mondiale ALM     | AG2R La Mondiale ALM |
| ------------------------------------ | ------------------------ | -------------------- |
| Num                                  | Coureur                  | Pos                  |
| 11                                   | Gediminas Bagdonas (LTU) | 15e                  |
| 12                                   | Julien Bérard (FRA)      | AB                   |
| 13                                   | Maxime Daniel (FRA)      | AB                   |
| 14                                   | Axel Domont (FRA)        | AB                   |
| 15                                   | Hugo Houle (CAN)         | AB                   |
| 16                                   | Alexis Gougeard (FRA)    | 53e                  |
| 17                                   |                          |                      |
| 18                                   | Patrick Gretsch (GER)    | 50e                  |
| Directeur sportif : Stéphane Goubert |                          |                      |

| Etixx-Quick Step EQS               | Etixx-Quick Step EQS           | Etixx-Quick Step EQS |
| ---------------------------------- | ------------------------------ | -------------------- |
| Num                                | Coureur                        | Pos                  |
| 21                                 | Stijn Vandenbergh (BEL)        | 7e                   |
| 22                                 | Yves Lampaert (BEL)            | 5e                   |
| 23                                 | Niki Terpstra (NED)            | 13e                  |
| 24                                 | Gianni Meersman (BEL)          | 2e                   |
| 25                                 | Petr Vakoč (CZE)               | 75e                  |
| 26                                 | Guillaume Van Keirsbulck (BEL) | AB                   |
| 27                                 | Martin Velits (SVK)            | AB                   |
| 28                                 | Łukasz Wiśniowski (POL)        | 47e                  |
| Directeur sportif : Rik Van Slycke |                                |                      |

| Lotto-Soudal LTS                     | Lotto-Soudal LTS         | Lotto-Soudal LTS |
| ------------------------------------ | ------------------------ | ---------------- |
| Num                                  | Coureur                  | Pos              |
| 31                                   | Sander Armée (BEL)       | 44e              |
| 32                                   | Tiesj Benoot (BEL)       | 4e               |
| 33                                   | Kris Boeckmans (BEL)     | 1er              |
| 34                                   | Vegard Breen (NOR)       | AB               |
| 35                                   | Thomas De Gendt (BEL)    | 82e              |
| 36                                   | Kenny Dehaes (BEL)       | 83e              |
| 37                                   | Boris Vallée (BEL)       | 78e              |
| 38                                   | Tosh Van der Sande (BEL) | 55e              |
| Directeur sportif : Frederik Willems |                          |                  |

| FDJ                               | FDJ                            | FDJ |
| --------------------------------- | ------------------------------ | --- |
| Num                               | Coureur                        | Pos |
| 41                                | David Boucher (FRA)            | AB  |
| 42                                | Johan Le Bon (FRA)             | 18e |
| 43                                | Olivier Le Gac (FRA)           | AB  |
| 44                                | Pierre-Henri Lecuisinier (FRA) | 48e |
| 45                                | Lorrenzo Manzin (FRA)          | AB  |
| 46                                | Marc Sarreau (FRA)             | 64e |
| 47                                | Jussi Veikkanen (FIN) (Route)  | AB  |
| 48                                |                                |     |
| Directeur sportif : Franck Pineau |                                |     |

| IAM                                  | IAM                       | IAM |
| ------------------------------------ | ------------------------- | --- |
| Num                                  | Coureur                   | Pos |
| 51                                   | Stef Clement (NED)        | AB  |
| 52                                   | Jonathan Fumeaux (SUI)    | AB  |
| 53                                   | Simon Pellaud (SUI)       | AB  |
| 54                                   | Matteo Pelucchi (ITA)     | AB  |
| 55                                   | Patrick Schelling (SUI)   | AB  |
| 56                                   | Jonas Van Genechten (BEL) | 31e |
| 57                                   |                           |     |
| 58                                   |                           |     |
| Directeur sportif : Thierry Marichal |                           |     |

| Katusha KAT                            | Katusha KAT             | Katusha KAT |
| -------------------------------------- | ----------------------- | ----------- |
| Num                                    | Coureur                 | Pos         |
| 61                                     | Sven Erik Bystrøm (NOR) | AB          |
| 62                                     | Vladimir Isaychev (RUS) | 33e         |
| 63                                     | Alexandr Kolobnev (RUS) | 26e         |
| 64                                     | Dmitry Kozontchuk (RUS) | 43e         |
| 65                                     | Sergueï Lagoutine (RUS) | 32e         |
| 66                                     | Maxim Belkov (RUS)      | 91e         |
| 67                                     | Gatis Smukulis (LAT)    | AB          |
| 68                                     | Anton Vorobyev (RUS)    | 24e         |
| Directeur sportif : Guennadi Mikhailov |                         |             |

| Trek Factory Racing TFR        | Trek Factory Racing TFR  | Trek Factory Racing TFR |
| ------------------------------ | ------------------------ | ----------------------- |
| Num                            | Coureur                  | Pos                     |
| 71                             | Eugenio Alafaci (ITA)    | 52e                     |
| 72                             | Marco Coledan (ITA)      | 51e                     |
| 73                             | Stijn Devolder (BEL)     | 89e                     |
| 74                             | Giacomo Nizzolo (ITA)    | 27e                     |
| 75                             | Gert Steegmans (BEL)     | AB                      |
| 76                             | Boy van Poppel (NED)     | 80e                     |
| 77                             | Danny van Poppel (NED)   | 63e                     |
| 78                             | Kristof Vandewalle (BEL) | AB                      |
| Directeur sportif : Dirk Demol |                          |                         |

| Bretagne-Séché Environnement BSE      | Bretagne-Séché Environnement BSE | Bretagne-Séché Environnement BSE |
| ------------------------------------- | -------------------------------- | -------------------------------- |
| Num                                   | Coureur                          | Pos                              |
| 81                                    | Matthieu Boulo (FRA)             | 58e                              |
| 82                                    | Kévin Ledanois (FRA)             | 57e                              |
| 83                                    | Anthony Delaplace (FRA)          | 30e                              |
| 84                                    | Christophe Laborie (FRA)         | AB                               |
| 85                                    | Daniel McLay (GBR)               | 76e                              |
| 86                                    | Benoît Jarrier (FRA)             | 40e                              |
| 87                                    | Arnaud Gérard (FRA)              | AB                               |
| 88                                    | Florian Vachon (FRA)             | 17e                              |
| Directeur sportif : Sébastien Hinault |                                  |                                  |

| Bora-Argon 18 BOA                    | Bora-Argon 18 BOA         | Bora-Argon 18 BOA |
| ------------------------------------ | ------------------------- | ----------------- |
| Num                                  | Coureur                   | Pos               |
| 91                                   | Shane Archbold (NZL)      | AB                |
| 92                                   | Jan Bárta (CZE)           | 36e               |
| 93                                   | Phil Bauhaus (GER)        | AB                |
| 94                                   | Ralf Matzka (GER)         | AB                |
| 95                                   | Christoph Pfingsten (GER) | 45e               |
| 96                                   | Daniel Schorn (AUT)       | AB                |
| 97                                   | Michael Schwarzmann (GER) | 29e               |
| 98                                   | Scott Thwaites (GBR)      | AB                |
| Directeur sportif : Steffen Radochla |                           |                   |

| Caja Rural-Seguros RGA CJR             | Caja Rural-Seguros RGA CJR | Caja Rural-Seguros RGA CJR |
| -------------------------------------- | -------------------------- | -------------------------- |
| Num                                    | Coureur                    | Pos                        |
| 101                                    | Carlos Barbero (ESP)       | AB                         |
| 102                                    | Lluís Mas (ESP)            | 19e                        |
| 103                                    | Miguel Ángel Benito (ESP)  | AB                         |
| 104                                    | Fernando Grijalba (ESP)    | AB                         |
| 105                                    | José Gonçalves (POR)       | AB                         |
| 106                                    | Ángel Madrazo (ESP)        | AB                         |
| 107                                    | Fabricio Ferrari (URU)     | 86e                        |
| 108                                    | Omar Fraile (ESP)          | 35e                        |
| Directeur sportif : Eugenio Goikoetxea |                            |                            |

| CCC Sprandi Polkowice CCC              | CCC Sprandi Polkowice CCC      | CCC Sprandi Polkowice CCC |
| -------------------------------------- | ------------------------------ | ------------------------- |
| Num                                    | Coureur                        | Pos                       |
| 111                                    | Tomasz Kiendyś (POL)           | 84e                       |
| 112                                    | Adrian Kurek (POL)             | AB                        |
| 113                                    | Jarosław Marycz (POL)          | AB                        |
| 114                                    | Nikolay Mihaylov (BUL) (Route) | AB                        |
| 115                                    |                                |                           |
| 116                                    | Marek Rutkiewicz (POL)         | AB                        |
| 117                                    | Grzegorz Stępniak (POL)        | AB                        |
| 118                                    | Mateusz Taciak (POL)           | AB                        |
| Directeur sportif : Gabriele Missaglia |                                |                           |

| Cofidis COF                        | Cofidis COF               | Cofidis COF |
| ---------------------------------- | ------------------------- | ----------- |
| Num                                | Coureur                   | Pos         |
| 121                                | Steve Chainel (FRA)       | 6e          |
| 122                                | Christophe Laporte (FRA)  | 3e          |
| 123                                | Adrien Petit (FRA)        | 72e         |
| 124                                | Julien Simon (FRA)        | AB          |
| 125                                | Anthony Turgis (FRA)      | AB          |
| 126                                | Gert Jõeäär (EST)         | AB          |
| 127                                | Michael Van Staeyen (BEL) | 79e         |
| 128                                | Louis Verhelst (BEL)      | 56e         |
| Directeur sportif : Alain Deloeuil |                           |             |

| Roompot ROO                              | Roompot ROO               | Roompot ROO |
| ---------------------------------------- | ------------------------- | ----------- |
| Num                                      | Coureur                   | Pos         |
| 131                                      | Huub Duyn (NED)           | 14e         |
| 132                                      | Etienne van Empel (NED)   | AB          |
| 133                                      | Sjoerd van Ginneken (NED) | 42e         |
| 134                                      | Dylan Groenewegen (NED)   | 92e         |
| 135                                      | Reinier Honig (NED)       | 81e         |
| 136                                      | Michel Kreder (NED)       | 62e         |
| 137                                      | Raymond Kreder (NED)      | 39e         |
| 138                                      | Mike Terpstra (NED)       | 65e         |
| Directeur sportif : Jean-Paul van Poppel |                           |             |

| UnitedHealthcare UHC                | UnitedHealthcare UHC     | UnitedHealthcare UHC |
| ----------------------------------- | ------------------------ | -------------------- |
| Num                                 | Coureur                  | Pos                  |
| 141                                 | Alessandro Bazzana (ITA) | AB                   |
| 142                                 | Robert Förster (GER)     | 70e                  |
| 143                                 |                          |                      |
| 144                                 | Christophe Jones (USA)   | 67e                  |
| 145                                 | John Murphy (USA)        | 90e                  |
| 146                                 | Federico Zurlo (ITA)     | 21e                  |
| 147                                 | Daniel Summerhill (USA)  | AB                   |
| 148                                 | Tanner Putt (USA)        | 8e                   |
| Directeur sportif : Roberto Damiani |                          |                      |

| Wanty-Groupe Gobert WGG                      | Wanty-Groupe Gobert WGG | Wanty-Groupe Gobert WGG |
| -------------------------------------------- | ----------------------- | ----------------------- |
| Num                                          | Coureur                 | Pos                     |
| 151                                          | Björn Leukemans (BEL)   | 16e                     |
| 152                                          | Frederik Backaert (BEL) | 20e                     |
| 153                                          | Jérôme Baugnies (BEL)   | AB                      |
| 154                                          | Roy Jans (BEL)          | 68e                     |
| 155                                          | Boris Dron (BEL)        | 59e                     |
| 156                                          | Danilo Napolitano (ITA) | AB                      |
| 157                                          | Tom Devriendt (BEL)     | AB                      |
| 158                                          | Kévin Van Melsen (BEL)  | AB                      |
| Directeur sportif : Hilaire Van der Schueren |                         |                         |

| Europcar EUC                         | Europcar EUC             | Europcar EUC |
| ------------------------------------ | ------------------------ | ------------ |
| Num                                  | Coureur                  | Pos          |
| 161                                  | Thomas Boudat (FRA)      | AB           |
| 162                                  | Bryan Coquard (FRA)      | 60e          |
| 163                                  | Jérôme Cousin (FRA)      | 54e          |
| 164                                  | Dan Craven (NAM) (Route) | AB           |
| 165                                  | Jimmy Engoulvent (FRA)   | 61e          |
| 166                                  | Morgan Lamoisson (FRA)   | AB           |
| 167                                  | Julien Morice (FRA)      | 69e          |
| 168                                  | Romain Guillemois (FRA)  | 85e          |
| Directeur sportif : Benoît Génauzeau |                          |              |

| Topsport Vlaanderen-Baloise TSV    | Topsport Vlaanderen-Baloise TSV | Topsport Vlaanderen-Baloise TSV |
| ---------------------------------- | ------------------------------- | ------------------------------- |
| Num                                | Coureur                         | Pos                             |
| 171                                | Stijn Steels (BEL)              | AB                              |
| 172                                | Pieter Jacobs (BEL)             | AB                              |
| 173                                | Jonas Rickaert (BEL)            | AB                              |
| 174                                | Jef Van Meirhaeghe (BEL)        | AB                              |
| 175                                | Eliot Lietaer (BEL)             | AB                              |
| 176                                | Oliver Naesen (BEL)             | 10e                             |
| 177                                | Preben Van Hecke (BEL)          | AB                              |
| 178                                | Arthur Vanoverberghe (BEL)      | AB                              |
| Directeur sportif : Hans De Clercq |                                 |                                 |

| MTN-Qhubeka MTN                             | MTN-Qhubeka MTN          | MTN-Qhubeka MTN |
| ------------------------------------------- | ------------------------ | --------------- |
| Num                                         | Coureur                  | Pos             |
| 181                                         | Theo Bos (NED)           | AB              |
| 182                                         | Jacobus Venter (RSA)     | 41e             |
| 183                                         | Johann van Zyl (RSA)     | 87e             |
| 184                                         | Jay Robert Thomson (RSA) | AB              |
| 185                                         | Tyler Farrar (USA)       | 11e             |
| 186                                         | Kristian Sbaragli (ITA)  | AB              |
| 187                                         | Serge Pauwels (BEL)      | AB              |
| 188                                         | Adrien Niyonshuti (RWA)  | AB              |
| Directeur sportif : Jean-Pierre Heynderickx |                          |                 |

| Color Code-Aquality Protect CCB              | Color Code-Aquality Protect CCB | Color Code-Aquality Protect CCB |
| -------------------------------------------- | ------------------------------- | ------------------------------- |
| Num                                          | Coureur                         | Pos                             |
| 191                                          | Antoine Loy (BEL)               | AB                              |
| 192                                          | Maximilien Picoux (BEL)         | AB                              |
| 193                                          | Anthony Vandrepotte (BEL)       | AB                              |
| 194                                          | Julien Kaise (BEL)              | 77e                             |
| 195                                          | Franklin Six (BEL)              | AB                              |
| 196                                          | Charlie Arimont (BEL)           | AB                              |
| 197                                          | Rémy Mertz (BEL)                | AB                              |
| 198                                          | Jimmy Duquennoy (BEL)           | AB                              |
| Directeur sportif : Jean-Denis Vandenbroucke |                                 |                                 |

| Wallonie-Bruxelles WBC                | Wallonie-Bruxelles WBC   | Wallonie-Bruxelles WBC |
| ------------------------------------- | ------------------------ | ---------------------- |
| Num                                   | Coureur                  | Pos                    |
| 201                                   | Olivier Chevalier (BEL)  | 73e                    |
| 202                                   | Sébastien Delfosse (BEL) | 74e                    |
| 203                                   | Antoine Demoitié (BEL)   | AB                     |
| 204                                   | Ludwig De Winter (BEL)   | AB                     |
| 205                                   | Grégory Habeaux (BEL)    | AB                     |
| 206                                   | Kevyn Ista (BEL)         | 23e                    |
| 207                                   | Tom Dernies (BEL)        | AB                     |
| 208                                   | Julien Stassen (BEL)     | AB                     |
| Directeur sportif : Frédéric Amorison |                          |                        |

| Vastgoedservice-Golden Palace VGS | Vastgoedservice-Golden Palace VGS | Vastgoedservice-Golden Palace VGS |
| --------------------------------- | --------------------------------- | --------------------------------- |
| Num                               | Coureur                           | Pos                               |
| 211                               | Dennis Coenen (BEL)               | 49e                               |
| 212                               | Alexander Cools (BEL)             | AB                                |
| 213                               | Sander Cordeel (BEL)              | 37e                               |
| 214                               | Gerry Druyts (BEL)                | 25e                               |
| 215                               | Kurt Geysen (BEL)                 | AB                                |
| 216                               | Sam Lennertz (BEL)                | 66e                               |
| 217                               | Rob Ruijgh (NED)                  | AB                                |
| 218                               | Alphonse Vermote (BEL)            | AB                                |
| Directeur sportif : Roger Loysch  |                                   |                                   |

| Veranclassic-Ekoï VER           | Veranclassic-Ekoï VER    | Veranclassic-Ekoï VER |
| ------------------------------- | ------------------------ | --------------------- |
| Num                             | Coureur                  | Pos                   |
| 221                             | Gorik Gardeyn (BEL)      | AB                    |
| 222                             | Robin Stenuit (BEL)      | 88e                   |
| 223                             | Edwig Cammaerts (BEL)    | AB                    |
| 224                             | Serge Dewortelaer (BEL)  | AB                    |
| 225                             | Justin Jules (FRA)       | 34e                   |
| 226                             | Thomas Vaubourzeix (FRA) | AB                    |
| 227                             | Melvin Rullière (FRA)    | 71e                   |
| 228                             | David Desmecht (BEL)     | AB                    |
| Directeur sportif : Nico Mattan |                          |                       |

| Colba-Superano Ham CSH            | Colba-Superano Ham CSH    | Colba-Superano Ham CSH |
| --------------------------------- | ------------------------- | ---------------------- |
| Num                               | Coureur                   | Pos                    |
| 231                               | Quincy Vens (BEL)         | AB                     |
| 232                               | Glenn Van De Maele (BEL)  | AB                     |
| 233                               | Nick van der Meer (NED)   | AB                     |
| 234                               | Jelle Donders (BEL)       | AB                     |
| 235                               | Kevin Suarez (BEL)        | AB                     |
| 236                               |                           |                        |
| 237                               | Rick Ottema (NED)         | AB                     |
| 238                               | Egidijus Juodvalkis (LTU) | NP                     |
| Directeur sportif : Peter Bauwens |                           |                        |

| Verandas Willems WIL                  | Verandas Willems WIL     | Verandas Willems WIL |
| ------------------------------------- | ------------------------ | -------------------- |
| Num                                   | Coureur                  | Pos                  |
| 241                                   | Gaëtan Bille (BEL)       | 46e                  |
| 242                                   | Olivier Pardini (BEL)    | AB                   |
| 243                                   | Dimitri Claeys (BEL)     | 38e                  |
| 244                                   | Joeri Calleeuw (BEL)     | 22e                  |
| 245                                   | Christophe Prémont (BEL) | 93e                  |
| 246                                   | Jérôme Kerf (BEL)        | AB                   |
| 247                                   | Jérôme Gilbert (BEL)     | NP                   |
| 248                                   | Emiel Wastyn (BEL)       | AB                   |
| Directeur sportif : Gautier De Winter |                          |                      |